# Samantha Lewthwaite
Samantha Louise Lewthwaite / luːθweɪt /, née le 5 décembre 1983 en Irlande du Nord, également connue sous le nom de Sherafiyah Lewthwaite ou White Widow, est une criminelle britannique qui est l'un des suspects de terrorisme les plus recherchés du monde occidental,,. Veuve de Germaine Lindsay (en), l'un des terroristes des attentats de Londres du 7 juillet 2005, elle est accusée d'avoir causé la mort de plus de 400 personnes. Elle a fui le Kenya, où elle est recherchée pour possession d'explosifs et conspiration pour commettre un crime et fait l'objet d'un avis rouge d'Interpol demandant son arrestation en vue de l'extradition.
Selon certaines sources, Samantha Lewthwaite est membre du groupe somalien islamique radical Al-Shabbaab. Elle a été accusée d'organiser des attaques à la grenade dans des lieux de culte non musulmans et aurait été derrière l'attaque contre le bar Jericho de Mombasa pendant le match Angleterre - Italie de l'Euro 2012. En septembre 2013, des spéculations ont circulé sur sa participation à l'attaque des centres commerciaux Westgate, bien que d'autres rapports mettent en doute cette supposition ou ont déclaré que son rôle avait été exagéré,,. Elle a été baptisée « White Widow » (« veuve blanche ») par les médias, un jeu de mots sur sa complexion, la mort de son premier mari et la pratique de se référer aux kamikazes (en) tchétchènes comme « veuves noires (en) ».
Le 15 janvier 2022, le tabloïd britannique The Mirror rapporte qu'elle aurait quitté la Somalie (où elle vivait depuis plus de 7 ans) pour les montagnes du Yémen après avoir divorcé de son quatrième mari, le seigneur de guerre Hassan Maalim Ibrahim. 